# Дьякова, Лариса Владимировна
Лариса Владимировна Дьякова (31 мая 1987, Первомайское, Выборгский район, Ленинградская область) — российская биатлонистка, чемпионка России. Мастер спорта России.

## Биография
Воспитанница Санкт-Петербургской ШВСМ по зимним видам спорта, первые тренеры — Б. И. Заварин, С. В. Орлов, позднее тренировалась под руководством В. В. Никифорова. Выступала за г. Санкт-Петербург, позднее — за Красноярский край и «Академию биатлона».
В 2014 году стала чемпионкой России в смешанной эстафете в составе сборной Красноярского края. В 2008 году завоевала бронзовые медали чемпионата страны в командной гонке в составе сборной Санкт-Петербурга.
Окончила Российский государственный педагогический университет им. А.И. Герцена (Санкт-Петербург, 2011).